# Bătălia de la Guruslău
Bătălia de la Guruslău (maghiară Goroszló) a avut loc pe 3 august 1601 și s-a dat între oastea Imperiului Habsburgic condusă de Giorgio Basta, o oaste de mercenari cazaci și oastea Țării Românești condusă de Mihai Viteazul, pe de o parte și oastea Transilvaniei condusă de Sigismund Báthory pe de altă parte. Ea a făcut parte dintr-o serie de confruntări militare între Imperiul Otoman și statele europene în perioada 1591-1606 („Războiul cel lung”). În iunie 1601, Sigismund Báthory avusese o încercare de a părăsi tronul în schimbul Sileziei. În luptă, Sigismund a avut 40.000 de oșteni transilvăneni, polonezi, turci și tătari (turcii și tătarii fiind în număr de circa 12.000). Trupele lui Sigismund au atacat primele dar au fost respinse. Apoi trupele lui Mihai și cele ale lui Basta (în număr de circa 20.000 de soldați) au atacat pe două coloane și au nimicit oștile lui Sigismund, pricinuindu-le 10.000 morți și luându-le 45 de tunuri, în timp ce aliații au avut doar 1.200 de morți. După luptă Mihai a primit felicitări de la împăratul Rudolf al II-lea, ceea ce a stârnit invidia lui Basta, din ordinul căruia Mihai Viteazul a fost ucis de către un detașament de mercenari valoni la 9/19 august 1601.

## Context
Mihai Viteazul i-a cerut ajutor împăratului Rudolf al II-lea de Habsburg cu prilejul unei vizite făcute la Praga în perioada 23 februarie - 5 martie 1601. Împăratul i-a acordat ajutor atunci când a auzit că generalul Giorgio Basta a pierdut controlul asupra Transilvaniei în favoarea nobilimii maghiare transilvănene conduse de Sigismund Báthory, care acceptase protecția Imperiului Otoman. Între timp, forțele loiale lui Mihai din Țara Românească conduse de fiul său, Nicolae Pătrașcu, îl alungaseră pe Simion Movilă din Moldova și se pregăteau să reintre în Transilvania.

## Bătălia
Bătălia a avut loc între două armate, cea a lui Mihai Viteazul (valahi și cazaci) împreună cu Giorgio Basta pe de o parte și cea a lui Sigismund Báthory pe de altă parte. Bătălia a avut loc la 3 august 1601, între orele 09-19. Bătălia de la Guruslău a avut loc pe câmpia râului Guruslău.

## Imagini

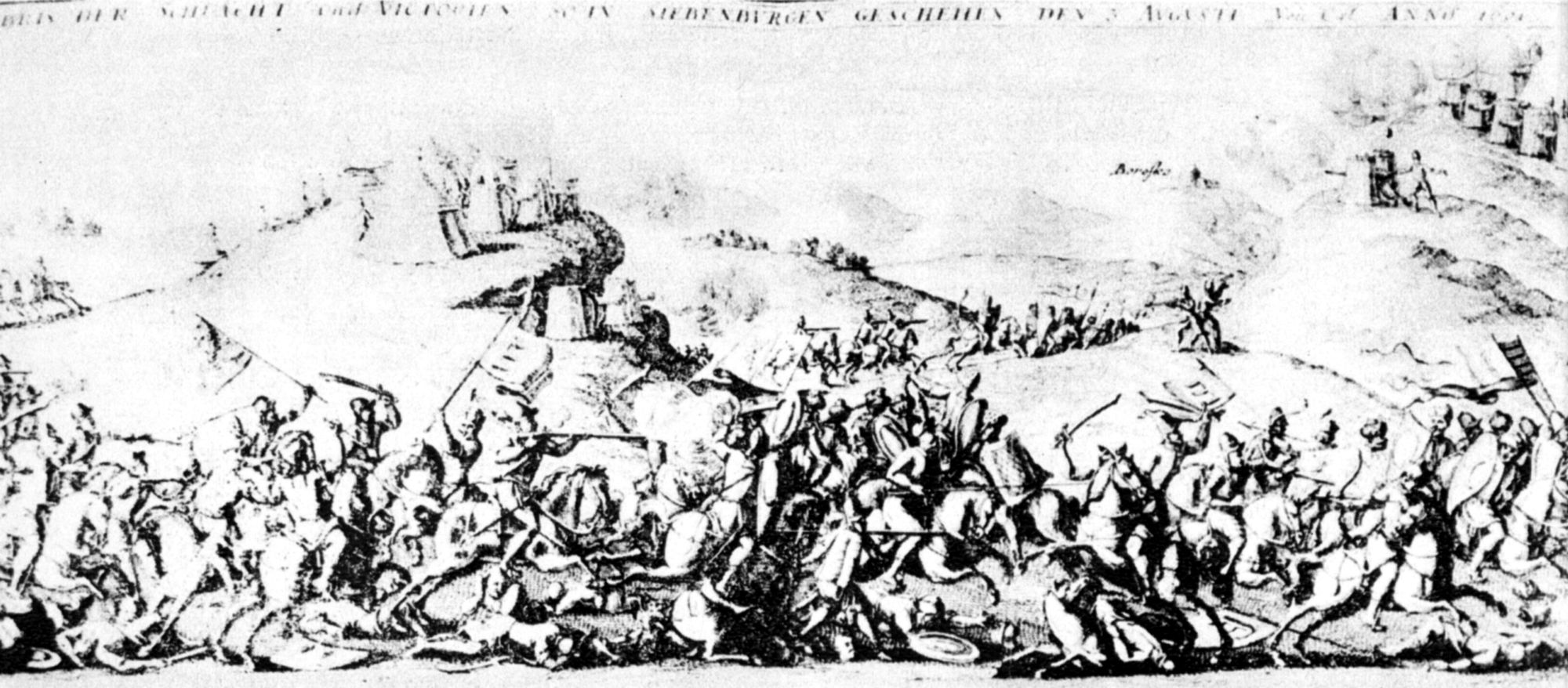
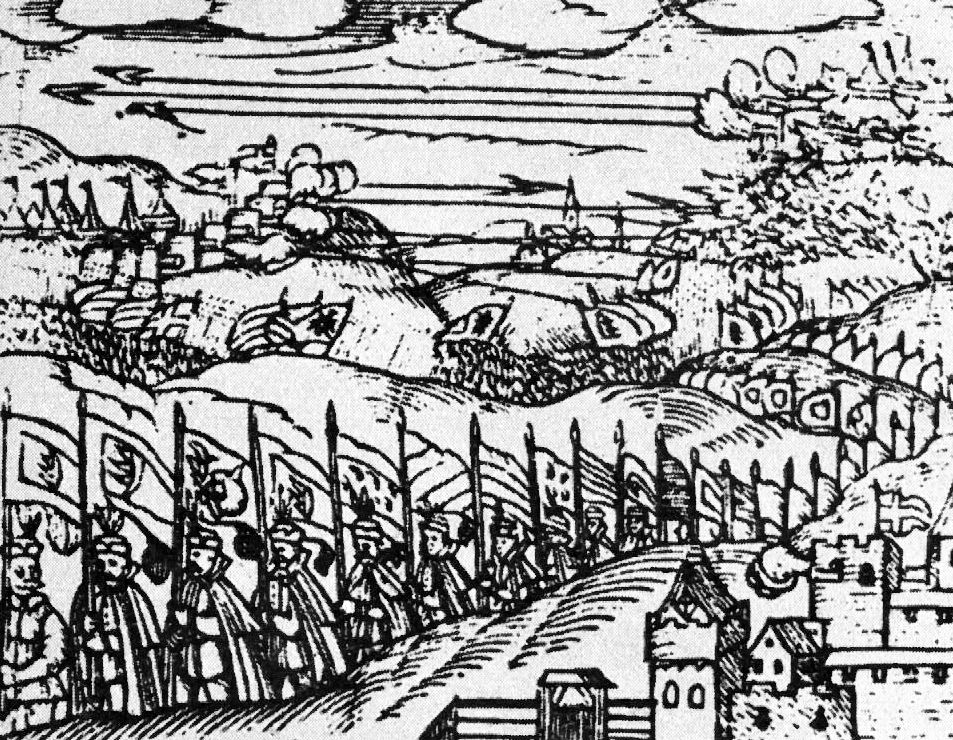
Mihai Viteazul şi generalul Basta învingând nobilimea maghiară din Transilvania
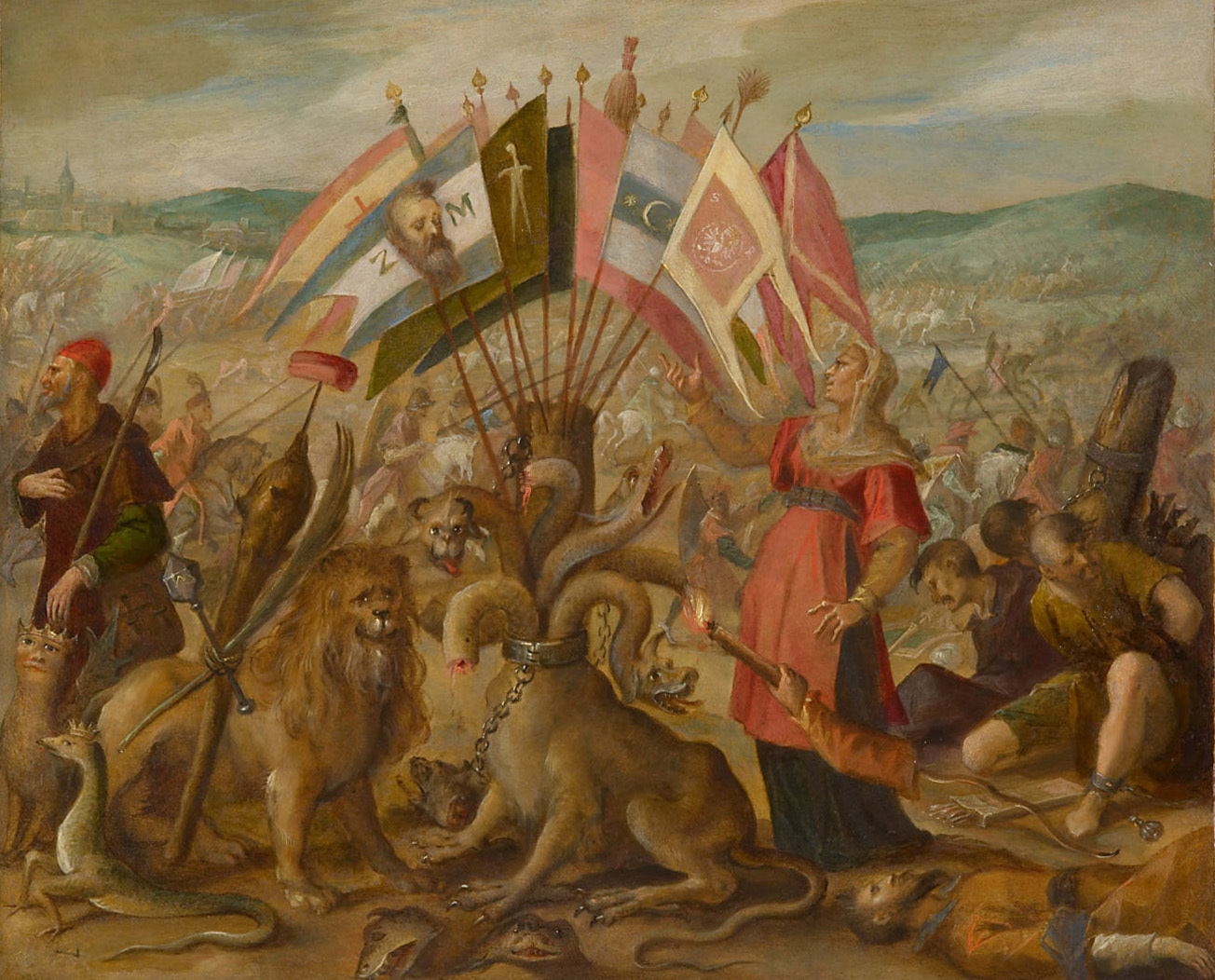
Bătălia de la Braşov (1603): Steaguri diferite capturate în 1601 de Mihai Viteazul şi generalul Basta